# Dianthus martuniensis
Dianthus martuniensis är en nejlikväxtart som beskrevs av M. L. Kuzmina. Dianthus martuniensis ingår i släktet nejlikor, och familjen nejlikväxter. Inga underarter finns listade i Catalogue of Life.